# Distretto di Wanquan
Il distretto di Wanquan (万全区S, Wànquán QūP) è un distretto della Cina, situato nella provincia di Hebei e amministrato dalla prefettura di Zhangjiakou.